# Тихий Ручей
Ти́хий Руче́й — посёлок в Большеулуйского района Красноярском крае. Входит в состав Большеулуйского сельсовета.

## История
В 1976 году указом Президиума Верховного Совета РСФСР посёлок «Заготскот» переименован в Тихий Ручей.

## Население
| 2010 |
| ---- |
| 50   |

## Улицы
В посёлке имеется одна улица — Набережная.